# كارمين توريس
كارمين توريس هي عداءة سريعة فلبينية، ولدت في 16 يوليو 1948.

## وصلات خارجية
- كارمين توريس على موقع أوليمبيديا (الإنجليزية)